# Whittle-le-Woods
Whittle-le-Woods – wieś w Anglii, w hrabstwie Lancashire, w dystrykcie Chorley. Leży 37 km na północny zachód od miasta Manchester i 296 km na północny zachód od Londynu. W 2001 miejscowość liczyła 4553 mieszkańców.